# 谷水竹雄
谷水 竹雄（たにみず たけお、1919年（大正8年）4月14日 - 2008年（平成20年）3月12日）は、大日本帝国海軍の軍人、海軍航空隊戦闘機搭乗員。丙飛3期、飛練17期。最終階級は上等飛行兵曹、ポツダム昇進により飛行兵曹長。撃墜王（撃墜数18）。

## 生涯
三重県生まれ。母は真珠を採る海女だった。呉海兵団をへて1941年（昭和16年）2月28日、「第3期丙種飛行予科練習生」（丙飛）を志願し土浦で訓練を受ける。同年7月より翌1942年（昭和17年）3月まで筑波空、大分空で飛行練習生課程。4月に新設の第六航空隊に配属された。空母「隼鷹」に便乗しAL作戦、ミッドウェー作戦参加後、6月、特設空母「春日丸」乗組。
1943年（昭和18年）2月、空母「瑞鶴」に転じ、11月ラバウル基地に進出。2日、初陣となる迎激戦でP-38 2機を撃墜。その後、4ヶ月間ラバウルに残留し迎激戦を続ける。
1944年（昭和19年）3月、台南海軍航空隊へ飛行予備学生の教員として指導に当たる一方、B-24迎撃にも参加、台湾沖航空戦の防空戦闘に参加した。
11月、厦門沖で船団護衛中、P-51に奇襲され、乗機が被弾炎上。落下傘降下し着水したが、火傷を負い入院。年末本土へ帰り、第二〇三海軍航空隊戦闘第308飛行隊、戦闘第312飛行隊、戦闘第303飛行隊に属し九州鹿児島基地で防空戦闘、沖縄作戦にも参加した。宇佐基地にて終戦。
終戦までに飛行時間1425時間を記録し、18機の撃墜を記録している。

## 参考
- 秦 郁彦, 伊沢 保穂『日本海軍戦闘機隊〈2〉エース列伝』大日本絵画、2011年。ISBN 978-4-499-23045-2。